# Sebastian Keiner

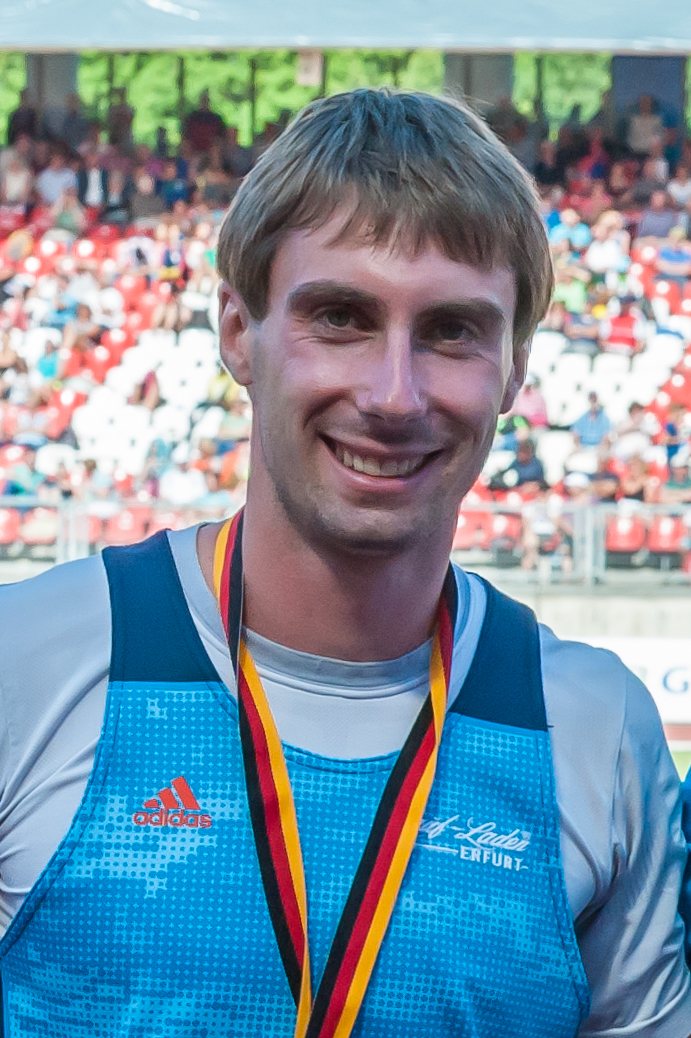
Sebastian Keiner 2015

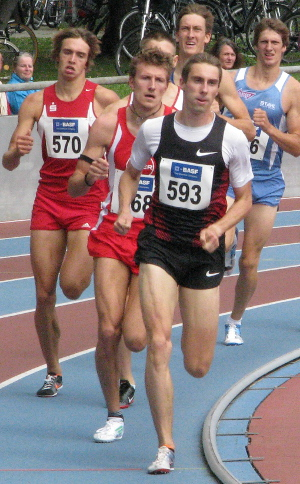
Sebastian Keiner (vorne) beim DLV-WM-Testwettkampf 2011 in Mannheim

Sebastian Keiner (* 22. August 1989 in Suhl) ist ein deutscher Leichtathlet. Seine Spezialdisziplin ist der 1500-Meter-Lauf.

## Leben
Keiner wurde in Suhl von der ehemaligen Skilanglaufweltmeisterin Veronika Hesse gefördert. 2004 wechselte er nach Erfurt zu Enrico Aßmus. 2007 wurde er Fünfter bei den Junioreneuropameisterschaften in Hengelo. Im Jahr darauf gewann er die Deutschen Jugend-Hallenmeisterschaft. 2009 wurde er Achter bei den U23-Europameisterschaften in Kaunas.
Im Erwachsenenbereich siegte Keiner bei den Deutschen Hallenmeisterschaften 2009. Im Freien erreichte er 2010 und 2011 Platz drei sowie 2012 Platz zwei. Er qualifizierte sich für die Europameisterschaften 2012 in Helsinki, wo er das Halbfinale erreichte.
2009 und 2013 wurde Keiner mit der 3-mal-1000-Meter-Staffel der StG Laufteam Erfurt Deutscher Meister.
2018 gewann er zwei Titel bei den Deutschen Hallenmeisterschaften: Zunächst über 1500 Meter und eine Woche darauf mit der 3-mal-1000-Meter-Staffel.
Keiner startet für den Erfurter LAC. Er studiert Ingenieurinformatik.

## Persönliche Bestleistungen
- 800 Meter: 1:45,98 min, 1. Juni 2008 in Berlin
  - Halle: 1:46,72, 5. Februar 2011 in Stuttgart
- 1500 Meter: 3:37,75 min, 13. Juli 2013 in Heusden

## Erfolge
national
- Deutscher Jugend-Hallenmeister 2008 (800 m)
- Deutscher Vizehallenmeister 2009, 2010, 2011 und 2015 (jeweils 800 m)
- Deutscher Hallenmeister 2018 (1500 m)
- Deutscher Hallenmeister 2018 (3 × 1000 m)
- Zweiter DM 2013 und 2015, Fünfter 2016 und 2017 (1500 m)

international
- Fünfter U20-EM 2007
- Achter U23-EM 2009